# Drosophila brachytarsa
Drosophila brachytarsa är en tvåvingeart som beskrevs av Chassagnard och Léonidas Tsacas 1997. Drosophila brachytarsa ingår i släktet Drosophila och familjen daggflugor.
Artens utbredningsområde är Malawi.